# Fontaine des Canards
La Fontaine des Canards, appelée aussi Des Lions, se trouve à Senigallia, dans la région des Marches, dans la Province d'Ancône.

## Description
La fontaine dite « des Canards » située Piazza del Duca, en face du Palais Baviera, fut voulue par le duc Francesco Maria II Della Rovere, à l'occasion de l'achèvement de l'aqueduc. Elle fut réalisée par le maître vénitien Stefano di Tommaso. Les travaux commencèrent en 1599 et terminèrent en 1602. La fontaine, qui présente des volutes et des mascarons en pierre, est ornée de quatre canards en bronze, qui évoquent la bonification, achevée par le duc, de la zone marécageuse au sud de la ville. Des lions décorent également l'œuvre, ils furent ajoutés à la fin du XIXe siècle.

## Galerie

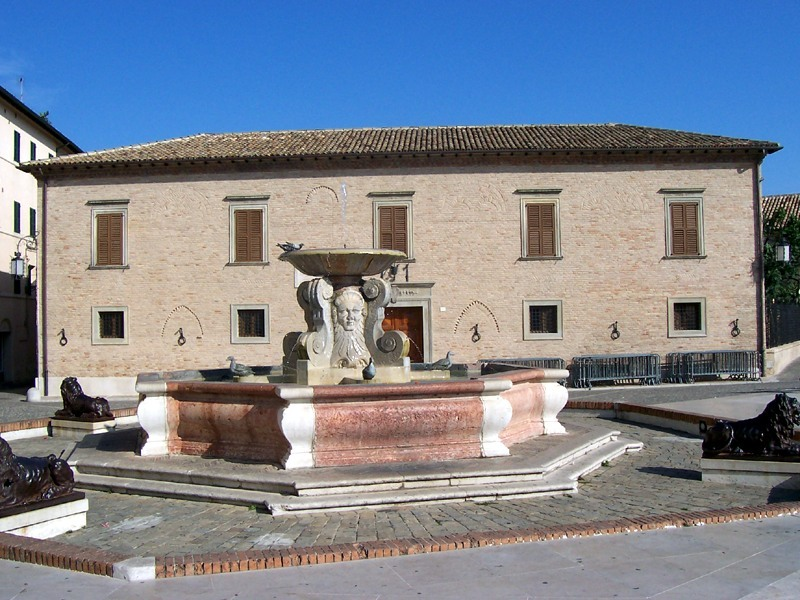
Fontaine des Canards et Palais Baviera
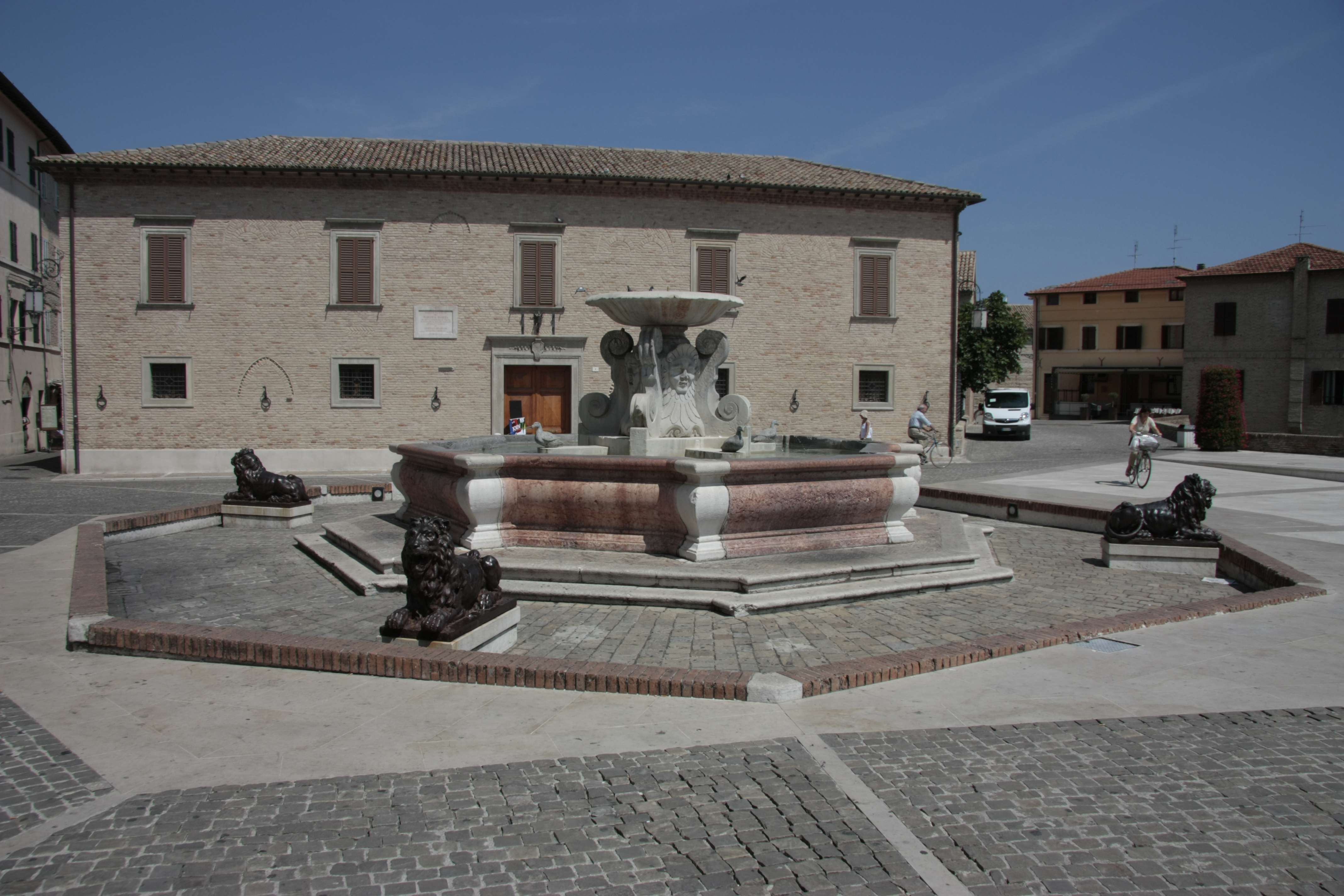
Fontaine des Canards et Palais Baviera
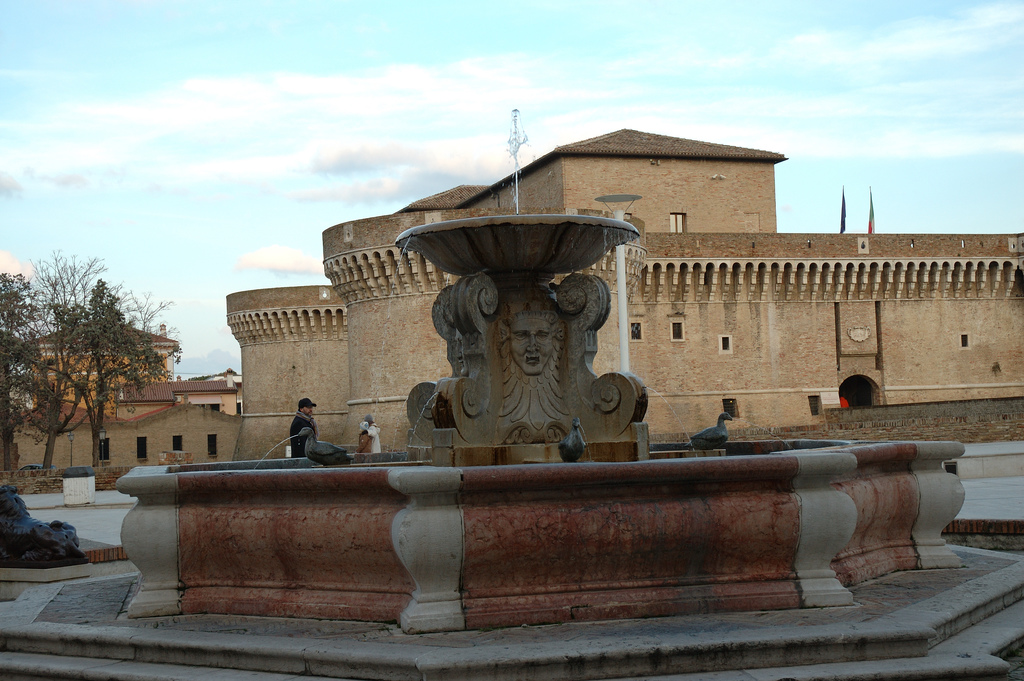
Fontaine des Canards et Rocca Roveresca
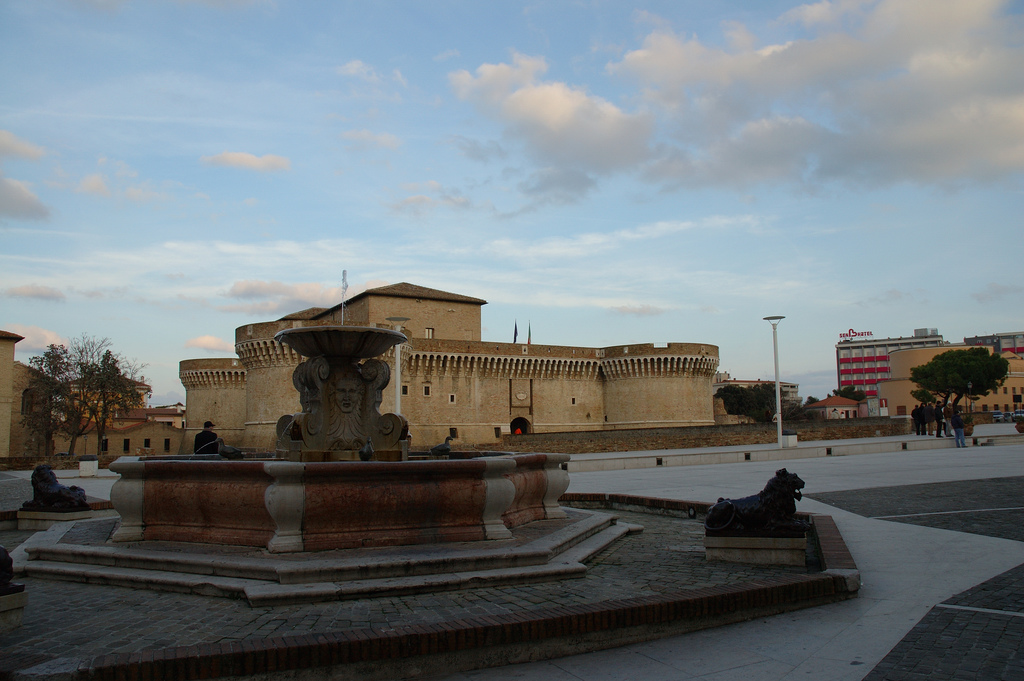
Fontaine des Canards et Rocca Roveresca